# Амфиполска епархия (Антиохийска патриаршия)
Вижте пояснителната страница за други значения на Амфиполска епархия.
Амфиполската епархия (на гръцки: Επισκοπή Αμφιπόλεως) е бивша епархия на Антиохийската патриаршия със седалище в град Амфиполис. Днес амфиполски е титулярна викарна епископия на Антиохийската патриаршия.

## Епископи
| Име     | Име       | Години                        |
| ------- | --------- | ----------------------------- |
| Василий | Βασίλειος | 31 май 1992 – 9 октомври 2003 |